# Albaredo per San Marco
Albaredo per San Marco – miejscowość i gmina we Włoszech, w regionie Lombardia, w prowincji Sondrio.
Według danych na rok 2004 gminę zamieszkiwało 408 osób, 22,7 os./km².

## Bibliografia

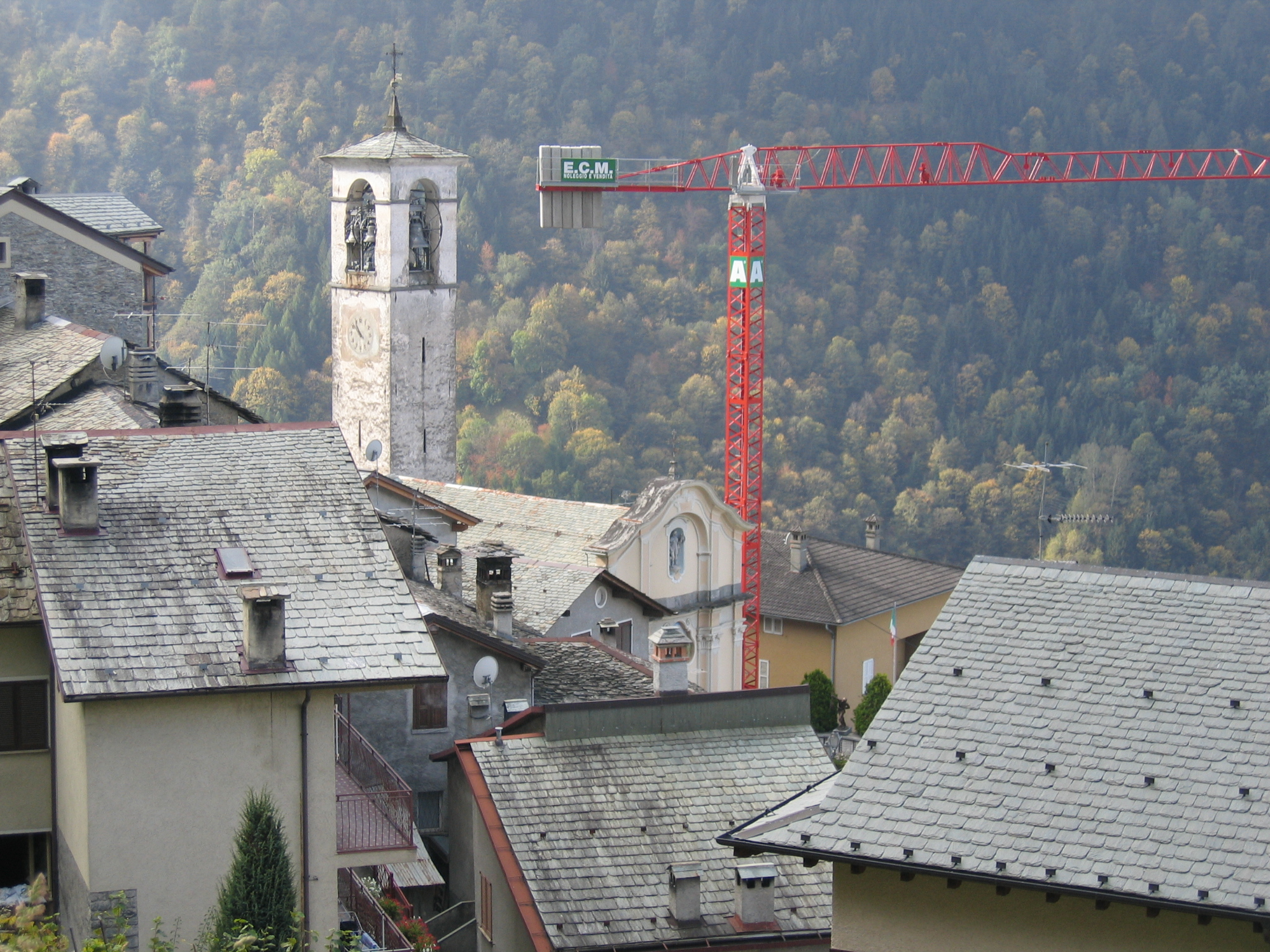
Albaredo per San Marco